# Moacir da Rosa Wilmsen
Moacir da Rosa Wilmsen (* 13. März 1993 in Joinville), auch Moacir genannt,  ist ein brasilianischer Fußballspieler.

## Karriere
Moacir erlernte das Fußballspielen in der Jugendmannschaft von SER Caxias do Sul im brasilianischen Caxias do Sul. Hier stand er bis Mitte 2011 auch unter Vertrag. Danach wechselte er zum SC Jaraguá. Über die Stationen CE Aimoré und SER Panambi ging er im Juli 2018 nach Europa. Hier unterschrieb er in Malta einen Vertrag beim Pembroke Athleta FC. Der Verein aus Pembroke spielte in der zweiten Liga, der First Division. Für Pembroke absolvierte er 21 Zweitligaspiele und schoss dabei drei Tore. Mitte 2019 zog es ihn nach Thailand. Hier nahm ihn der Angthong FC unter Vertrag. Der Verein aus Angthong spielte in der dritten Liga. Mit dem Verein trat er in der Upper Region an. Nach Vertragsende war er von Mitte Januar 2021 bis Mitte August 2021 vertrags- und vereinslos. Mitte August 2021 wurde er vom Drittligisten Muang Loei United FC aus Loei unter Vertrag genommen. Mit Loei spielte er in der North/Eastern Region der dritten Liga. Im Dezember 2021 verpflichtete ihn der Hauptstadtverein Bangkok FC. Nach der Saison 2021/22 wurde sein Vertrag in Bangkok nicht verlängert. Im Sommer 2024 unterschrieb er einen Vertrag bei sehnem ehemaligen Verein Angthong FC. Mit dem Verein spielte er siebenmal in der Central Region der Liga. Nach der Hinrunde wurde sein Vertrag im Dezember 2024 nicht verlängert.